# Randa Abdel-Fattah
Randa Abdel-Fattah   (Sydney, 6 de juny de 1979) és una novel·lista musulmana australiana d'origen palestí i egipci.
Randa és doctora al Departament de Sociologia de la Universitat Macquarie i Llicenciada en arts i drets per la Universitat de Melbourne. Des de molt joveneta ja va mostrar el seu interès per l'escriptura creativa i va començar a escriure relats curts, així com també col·laboracions en premsa sobre temes com l'islam i els drets humans als quals continua dedicada.
La seva novel·la de debut, Per què tothom em mira això del cap?, va ser publicada el 2005, esdevenint un dels títols imprescindibles en la novel·la juvenil. Abdel-Fattah apareix freqüentment als mitjans australians per parlar de temes relacionats amb Palestina o l'Islam. A la televisió ha col·laborat amb: Insight (SBS), First Tuesday Book Club (ABC), Q & A (ABC TV), Sunrise (Seven Network)i 9am (Network Ten). També participa sovint en activitats educatives presentant els seus llibres a escoles i parlant de justícia social. Ha participat en fires literàries a Suècia (Gothenburg 2007; Lund's LitteraLund 2008) i Malàisia (Kuala Lumpur 2008). També ha presentant els seus llibres a Brunei i al Regne Unit. Viu a Sydney amb la seva parella i els seus quatre fills.

## Publicacions
| Any  | Títol original                            |
| ---- | ----------------------------------------- |
| 2005 | Does My Head Look Big in This?            |
| 2006 | Ten Things I Hate About Me                |
| 2008 | Where The Streets Had A Name              |
| 2010 | Noah's Law                                |
| 2011 | The Friendship Matchmaker                 |
| 2012 | The Friendship Matchmaker Goes Undercover |
| 2013 | No Sex in the City                        |

| Any  | Títol original                             |
| ---- | ------------------------------------------ |
| 2021 | Coming of Age in the War on Terror         |
| 2017 | Islamophobia and Everyday Multiculturalism |